# Hrvatska Klarija
Hrvatska Klarija ili Klarija (srp.: Radojevo, rum.: Peterda, mađ.: Klári) je naselje u općini Nova Crnja u Srbiji.

## Povijest
Godine 1801. u Klariju su kolonizirani s Hrvati teritorija Vojne krajine u Baniji (Hrvatska) iz Turopolja u Srednji Banat. Iz svog starog zavičaja doseljeni su Hrvati donijeli i kulturu gajenja vinove loze. Zbog toga su svoju crkvu posvetili svecu zaštitiniku vinograda, vinograda i bačvara. Klarija je imala na stotine hektara vinograda. Utjecali su se svome svecu, kao zadnjem "ledenom svecu" da im čuva vinograde od mraza, čak i do 25. svibnja kada su posljednji put upamtili hladno vrijeme. 1895. godine filoksera je poharala 200 hektara vinograda. Nakon te godine vinova loza gaji se uglavnom za osobne potrebe. 
1930. godine u Hrvatskoj Klariji podignuta je katolička crkva u čast Svetog Urbana u neogotičkom stilu. Jedina je crkva u Vojvodini posvećena tom svecu. Gradili su ju Hrvati naseljeni u ovo selo. Dobrovoljne priloge za izgradnju čime je podignuta ova kcrva dali su ovdašnji Hrvati s plemićkim porodicama Pozojevića i nasljednicima grofa Andrije Cekonjića koji je bio hrvatskog podrijetla. Misa u crkvi se služi na hrvatskom i mađarskom.
Povijesno gledano, selo se zvalo Klarija, i prije nego spajanje, postojala su dvije Klarije: Srpska Klarija i Hrvatska Klarija. U mađarskom izvori su one se spominju kao Szerbklári i Horvátklári (nalazi se na 20 ° 47 '21 "E i 45 ° 44' 48" N).
Hrvatska Klarija dobila ime po hrvatskim naseljenicima (iz Turopolja), koje su tamo naselili Zagrebački biskupi na svoje posjede. Hrvati su živjeli u kompaktnom dijelu sela, oni su se polako, ali je očito u velikim količinama asimilirani. Selu je promijenjeno ime nakon Drugoga svjetskoga rata.
U Klariju naseljeno je 11 obitelji i to: Jelačić (Nikola i Štefan) iz Degoja kod Topuskog, Acel Štefan, Milošići (Josip, Gabrijel), obitelji Pozojević – preseljeni tek 1828. godine iz područnja Kupe – naselje Slana gdje su imali velika imanja. Obitelj Nadazdy doselila se je iz Hruševca.
Kad su Hrvati preseljeni u ovaj kraj, okolina je bila močvarna. Preseljeni Hrvati donirali reguliranje starog korita rijeke Begej čime je močvara pretvorena u plodnu ravnicu. Hrvati su u Klariji imali hrvatsku općinu i školu i do Drugoga svjetskog rata postojale su hrvatska i srpska općina Klarija kao i hrvatska i srpska osnovna škola. Kad je ukinuto plemstvo, moć i značaj ovdašnjih plemića Hrvata opada i počinje raseljavanje.

## Zemljopis
Klarija se nalazi u Banatu u Autonomnoj pokrajini Vojvodinu, na samoj granici s Rumunjskom i selom Hrvatska Keča. 

## Stanovništvo
Prema popisu stanovništva iz 2002. godine u naselju živi 1.385 stanovnika, od toga 1.082 punoljetna stanovnika, a prosječna starost stanovništva iznosi 41,0 godina (39,3 kod muškaraca i 42,7 kod žena). U naselju ima 538 domaćinstava, a prosječan broj članova po domaćinstvu je 2,57.
Hrvatska Klarija dala je poznatog liječnika u Zrenjaninu prim. dr. Gaju pl. Pozojevića.

## Galerija
| - Pravoslavna crkva - Katolička crkva |